# Porina subargillacea
Porina subargillacea är en lavart som beskrevs av Müll. Arg. Porina subargillacea ingår i släktet Porina och familjen Porinaceae.   Inga underarter finns listade i Catalogue of Life.